# The Bookshop
The Bookshop is een film uit 2017, geregisseerd door Isabel Coixet.

## Verhaal
De film speelt zich af in 1959. Weduwe Florence Green is gearriveerd in Hardborough, een rustig stadje aan de Engelse kust. Ze is vastbesloten om de droom te vervullen die zij en haar man hadden bedacht toen ze elkaar ontmoetten: een boekwinkel te openen op een plek ver van de grote stad.

## Rolverdeling
| Acteur             | Personage       |
| ------------------ | --------------- |
| Emily Mortimer     | Florence Green  |
| Bill Nighy         | Edmund Brundish |
| Patricia Clarkson  | Violet Gamart   |
| Hunter Tremayne    | Mr Keble        |
| Michael Fitzgerald | Mr Raven        |
| Frances Barber     | Jessie          |
| James Lance        | Milo North      |

## Ontvangst

### Recensies
Op Rotten Tomatoes geeft 55% van de 97 recensenten de film een positieve recensie, met een gemiddelde score van 5,4/10. Metacritic komt tot een score van 62/100, gebaseerd op 22 recensies.

### Prijzen en nominaties
Een selectie:
| Jaar | Evenement                       | Categorie               | Genomineerde                                                   | Resultaat   |
| ---- | ------------------------------- | ----------------------- | -------------------------------------------------------------- | ----------- |
| 2018 | Premios Goya (32ste uitreiking) | Beste film              | The Bookshop                                                   | Gewonnen    |
| 2018 | Premios Goya (32ste uitreiking) | Beste regisseur         | Isabel Coixet                                                  | Gewonnen    |
| 2018 | Premios Goya (32ste uitreiking) | Beste actrice           | Emily Mortimer                                                 | Genomineerd |
| 2018 | Premios Goya (32ste uitreiking) | Beste mannelijke bijrol | Bill Nighy                                                     | Genomineerd |
| 2018 | Premios Goya (32ste uitreiking) | Beste bewerkt scenario  | Isabel Coixet                                                  | Gewonnen    |
| 2018 | Premios Goya (32ste uitreiking) | Beste camerawerk        | Jean-Claude Larrieu                                            | Genomineerd |
| 2018 | Premios Goya (32ste uitreiking) | Beste montage           | Bernat Aragonés                                                | Genomineerd |
| 2018 | Premios Goya (32ste uitreiking) | Beste artdirector       | Llorenç Miquel                                                 | Genomineerd |
| 2018 | Premios Goya (32ste uitreiking) | Beste productiemanager  | Alex Boyd, Jordi Berenguer                                     | Genomineerd |
| 2018 | Premios Goya (32ste uitreiking) | Beste kostuums          | Mercè Paloma                                                   | Genomineerd |
| 2018 | Premios Goya (32ste uitreiking) | Beste filmmuziek        | Alfonso Vilallonga                                             | Genomineerd |
| 2018 | Premios Goya (32ste uitreiking) | Beste origineel nummer  | Alfonso de Vilallonga ("Feeling Lonely on a Sunday Afternoon") | Genomineerd |